# Il calvario
Il Calvario (in francese Le calvaire) è un romanzo francese in stile realista di Octave Mirbeau. È apparso il 23 novembre 1886, inizialmente nella Nouvelle revue di Juliette Adam, poi definitivamente pubblicato dalla casa editrice Ollendorff, in cui sono stati pubblicati tutti i precedenti romanzi di Mirbeau, firmati tuttavia da altri, scritti quindi come ghostwriter.

## Critica

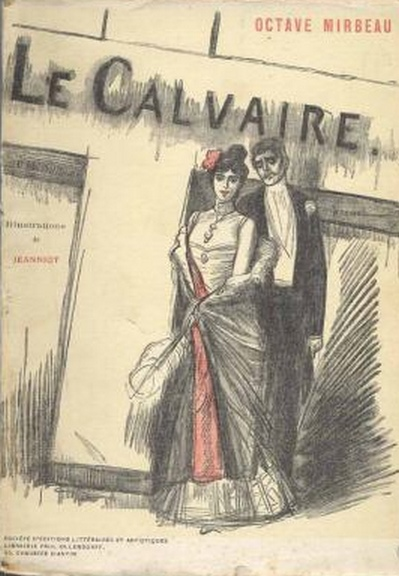
Le Calvaire, illustrazione di Georges Jeanniot, 1901

Il Calvario appartiene al ciclo dei romanzi autobiografici, in cui questa volta Mirbeau traspone, quasi per liberarsene attraverso un procedimento di scrittura catartica, il suo legame devastante di quattro anni prima con una donna di modeste virtù, Judith Vinmer – nel romanzo, Juliette Roux.
L'inferno della passione, fonte di sofferenze fornisce il tema fondamentale della fine dell'ispirazione creatrice dell'artista ; le relazioni tra i due sessi si basano su un eterno malinteso e un abisso d'incomprensione reciproca li separa per sempre, facendo così dell'amore un terribile inganno.
Il racconto è redatto alla prima persona dall'antieroe, Jean Mintié, originario, come il romanziere, della regione di Perche (Normandia). Anche se scrittore fallito, egli intende espiare le sue colpe, le sue vigliaccherie, le velleità omicide attraverso la confessione. Alla fine del racconto, che si presenta come una metafora del calvario di un'anima, Mintié, vestito da operaio, scompare, dopo aver subito un'allucinazione in cui concupiscenza e assassinio si saldano l'una con l'altro. Mirbeau aveva previsto un seguito, La Rédemption, che però non fu mai scritto.

## Prima edizione

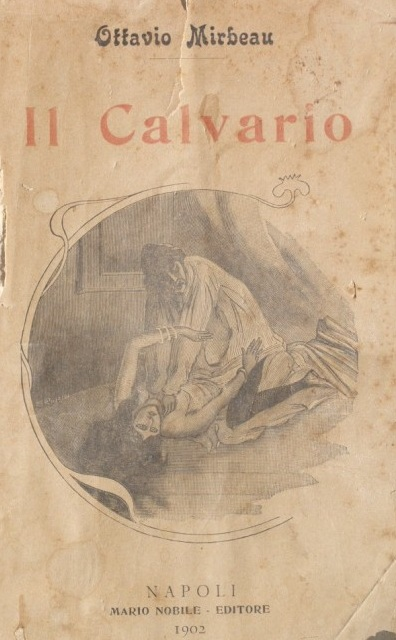
Il Calvario, Mario Nobile, 1902 ; illustrazione di Georges Jeanniot

Le Calvaire, Ollendorff, 1886

## Edizioni in italiano
- Il Calvario, Sonzogno, Milano, 1887, 296 pagine.
- Il Calvario, Salani, Firenze, 1901, 291 pagine.
- Il Calvario, Nobile, Napoli, 1902, 188 pagine.
- Il Calvario, Casa Editrice Italiana Modernissima, Milano, 1921, 153 pagine. Traduzione di Vittorio Bandini.
- Il Calvario, Graphis, Bari, giugno 2011. Traduzione di Ida Porfido, accompagnata dal testo francese.